# Girls in Their Summer Clothes
«Girls in Their Summer Clothes» — пісня американського рок-виконавця Брюса Спрінґстіна з альбому Magic вийшла 15 січня 2008. 8 лютого 2009 року пісня отримала нагороду Ґреммі на 51-й церемонії в категорії «За найкращу рок-пісню» і номінацію в категорії «За найкраще сольне вокальне рок-виконання».

## Історія
Поп-орієнтована пісня з потужним рок-вокалом самого Брюса і поп-оркестровим оранжуванням не мала великого успіху в хіт-парадах: № 95 в американському Billboard Hot 100, № 67 в Pop 100, та № 62 в Hot Digital Songs. «Girls in Their Summer Clothes» була названа сингулярно «свіжою» піснею на альбомі.

## Список треків
1. «Girls in Their Summer Clothes (Winter Mix)»
2. «Girls in Their Summer Clothes (Live)»